# Hypothyris clenchi
Hypothyris clenchi är en fjärilsart som beskrevs av Brown 1980. Hypothyris clenchi ingår i släktet Hypothyris och familjen praktfjärilar. Inga underarter finns listade i Catalogue of Life.